# Stephan von Marso
Stephan von Marso (* 1971 in Kirchdorf an der Krems) ist ein österreichischer Schauspieler.

## Leben
Stephan von Marso besuchte nach der Matura ein Jahr (1989/1990) das Brucknerkonservatorium in Linz. Danach ging er nach Hamburg und studierte dort von 1990 bis 1993 drei Jahre lang an der Stage School of Music, Dance and Drama Schauspiel, Gesang und Tanz. 1993 machte er seinen Abschluss an der Stage School. In den Jahren 1994–1996 war er mehrere Male in Los Angeles, wo er verschiedene Schauspielkurse besuchte.
Von Marso arbeitet als Schauspieler für Bühne, Film und Fernsehen.
Als Theaterschauspieler hatte er in Hamburg anfangs unter anderem Engagements am Kindertheater Altona (Spielzeit 1993/1994, als Prinz und König in Dornröschen), in den Zeisehallen Hamburg (1994 als Tambourmajor, Hauptmann und Arzt in Woyzeck; 2000 als Schüler Roelle in Fegefeuer in Ingolstadt) und am Neue Metropol Theater (im Ensemble des Musicals Buddy – Die Buddy Holly Story). Es folgten in den Spielzeiten 1998/1999 und 1990/2000 Engagements am Schauspielhaus Hamburg und am Ernst Deutsch Theater. Am Schauspielhaus Hamburg spielte er kleinere Rollen in den Inszenierungen Ein Sportstück (Regie: Christof Nel) und König Lear; am Ernst Deutsch Theater übernahm er Hauptrollen, unter anderem als Zauberer in Tischlein deck dich (1999) und als Riese Rüpel in Das tapfere Schneiderlein (2000).
In Berlin hatte er Engagements am Theater Tribüne (2001) und 2004 auf der Freilichtbühne Spandau in Berlin-Spandau. Dort verkörperte er den Arzt Dr. Leopold Neumeister in der Komödie Der Raub der Sabinerinnen.
2005 trat er bei den Kreuzgangspielen in Feuchtwangen auf. Dort spielte er den Diener Tranio in der Shakespeare-Komödie Der Widerspenstigen Zähmung und den Knecht Alfred in einer Bühnenfassung des Kinderbuchs Michel aus Lönneberga. 2007 trat er am Contra-Kreis-Theater in Bonn als Versandleiter und grantiger Chef Frank Collins in der Komödie Ganze Kerle! der kanadischen Erfolgsautorin Kerry Renard auf.
Im Fernsehen hatte Stephan von Marso Rollen in verschiedenen Fernsehserien. Er spielte zumeist Episodenrollen (sowohl Hauptrollen als auch Nebenrollen). Er war unter anderem in den Fernsehserien Die dreisten Drei und 112 – Sie retten dein Leben zu sehen. Außerdem übernahm er Rollen in den Spielszenen der Fernsehsendung Aktenzeichen XY... ungelöst.

## Filmografie (Auswahl)
- 1995–1999: Stubbe – Von Fall zu Fall
- 1995: SK-Babies
- 1996: Liane
- 1997: Und plötzlich war alles anders
- 2000: Polizeiruf 110
- 2001: Ich lass mich scheiden
- 2002: Streit um drei
- 2004: Spur und Partner
- 2004: Löwenzahn – Der Film
- 2007: Die dreisten Drei
- 2007: Stuntmen – Der Film
- 2008: 112 – Sie retten dein Leben
- 2009: Dinosaurier
- 2009: Romeo und Jutta
- 2010: Aktenzeichen XY... ungelöst
- 2011: Die dreisten Drei